# Amelia Helen Womack
Amelia Helen Womack, née le 12 janvier 1985, est une femme politique britannique exerçant les fonctions de leader adjoint du Parti vert d'Angleterre et du Pays de Galles depuis 2014.

## Vie
Amelia Helen Womack est née en 1985 au Pays de Galles, Royaume-Uni.
Elle a été chef adjointe du Parti vert d'Angleterre et du Pays de Galles aux côtés de Chahrar Ali de 2014 à 2016. Elle a été réélue à trois reprises en septembre 2016, en septembre 2018 puis en septembre 2020

## Éducation
Elle a fréquenté la Bassaleg School, une école publique polyvalente de la banlieue de Bassaleg, de 1996 à 2003. Elle a obtenu une licence en biologie environnementale à l'Université de Liverpool puis une maîtrise en technologie environnementale au Collège d'Imperial  de Londres en 2009, avec un mémoire intitulé "Qui a peur du droit de l'environnement ? Comment la loi de l'écocide peut sécuriser notre environnement pour la résilience des entreprises".

## Carrière politique
Womack a rejoint le Parti vert vers 2000. Elle s'est présentée comme candidate verte pour le quartier de Herne Hill au Conseil de Lambeth, aux élections locales au Royaume-Uni de 2014, et pour Londres aux élections du Parlement européen de 2014, bien qu'elle n'ait remporté aucun siège.
Elle a été élue chef adjointe du Parti vert en septembre 2014, prononçant son premier discours dans le rôle lors de la conférence du parti le 6 septembre. Ayant été élue à l'âge de 29 ans, Womack est la plus jeune cheffe adjointe d'un parti politique au Royaume-Uni.
Elle s'est présentée dans la circonscription de Camberwell et Peckham aux élections générales de 2015, terminant troisième avec un peu plus de 10% des voix.
En septembre 2015, Womack a annoncé son intention de se présenter pour le Parti vert du Pays de Galles à l'Assemblée nationale de 2016 pour les élections au Pays de Galles. 
Womack a de nouveau été réélue cheffe adjointe du Parti vert d'Angleterre et du Pays de Galles en septembre 2018. Elle exerce actuellement un mandat de deux ans
En août 2019, Womack a de nouveau été nommée par le Parti vert du Pays de Galles en tant que candidate de Newport West lors d'une éventuelle élection générale anticipée. Womack s'est présentée aux élections générales de 2019. Elle est à nouveau arrivée à la sixième place, sur les six candidats en lice avec 2,1% du total des suffrages exprimés.
En juin 2020, Womack a annoncé son intention de se présenter à nouveau en tant que cheffe adjointe. Le 9 septembre 2020, il a été annoncé qu'elle avait été réélue par les membres du parti pour un quatrième mandat.
Womack se présente comme la principale candidate de son parti dans la région du sud-est du pays de Galles aux élections du Senedd de 2021.